# IEEE 802.1p
IEEE 802.1p es un estándar que proporciona priorización de tráfico y filtrado multicast dinámico. Esencialmente, proporciona un mecanismo para implementar Calidad de Servicio (QoS) a nivel de MAC (Media Access Control).
Aunque es un método de priorización bastante utilizado en entornos LAN, cuenta con varios inconvenientes, como el requerimiento de una etiqueta adicional de 4 bytes (definida en el estándar IEEE802.1Q). Además, solo puede admitirse en una LAN, ya que las etiquetas 802.1Q se eliminan cuando los paquetes pasan a través de un enrutador.
802.1p está integrado en los estándares IEEE 802.1D y 802.1Q.

## Niveles de prioridad
Existen 8 clases diferentes de servicios, expresados por medio de 3 bits del campo prioridad de usuario (user_priority) de la cabecera IEEE 802.1Q añadida a la trama, asignando a cada paquete un nivel de prioridad entre 0 y 7. No está definida la manera de cómo tratar el tráfico que tiene asignada una determinada clase o prioridad, dejando libertad a las implementaciones. IEEE, sin embargo, ha hecho amplias recomendaciones al respecto.
| PCP | Prioridad       | Acrónimo | Tipo de tráfico                        |
| --- | --------------- | -------- | -------------------------------------- |
| 1   | 0 (baja)        | BK       | Background                             |
| 0   | 1 (por defecto) | BE       | Best Effort                            |
| 2   | 2               | EE       | Excellent Effort                       |
| 3   | 3               | CA       | Critical Applications                  |
| 4   | 4               | VI       | Vídeo, < 100 ms latencia y fluctuación |
| 5   | 5               | VO       | Voz, < 10 ms latencia y fluctuación    |
| 6   | 6               | IC       | Internetwork Control                   |
| 7   | 7 (más alta)    | NC       | Network Control                        |

- Datos: Q775726